# Crypto.com Арена
„Crypto.com Арена“ е мултифункционална спортна зала в Лос Анджелис. Открита е на 17 октомври 1999 година, като тя е едно от най-големите спортни съоръжения в зона Грийтър. Арената е дом на 2 отбора от НБА – Лос Анджелис Клипърс и Лос Анджелис Лейкърс, на Лос Анджелис Кингс от НХЛ и на Лос Анджелис Спаркс от Женската Национална Баскетболна Асоциация. „Crypto.com Арена“ е домакин на над 250 събития годишно и се посещава от близо 4 милиона гости. Това е единственото съоръжение в САЩ, в който играят домакинските си мачове 2 тима от Националната Баскетболна Асоциация.

## Структура
Площта на съоръжението е 88257,9 квадратни метра, като игрището е с размери 28,7 на 61 метра. Трибуните са високи 45,7 метра, а седалките са 19060 при баскетболните срещи и 18118 при хокейните мачове и тези по футзал. По време на концертите, капацитетът на залата нараства и до над 20000 места. 2/3 от местата са в долната част на трибуните, включително и 2500 места за семействата на състезателите и почетните членове на клубовете. Също така има изградени и 160 луксозни апартамента, включително 15, които имат изглед към терена, като всички те са разположени между долния и горния етаж на трибуните. Рекордната посещаемост на арената е по време на боксовия мач за Световната титла в полусредна категория между Антонио Маргарито и Шейн Моузли на 25 януари 2009 година – 20820 зрители.

## Стар Плаза
Извън залата е разположен площадът, на който са издигнати статуите на най-големите спортни звезди на Лос Анджелис. Първите бяха на Уейн Грецки и на Меджик Джонсън, а третата на Оскар Де Ла Оя (открита на 1 декември 2008 година). На 20 април 2010 година е открита и статуята на дългогодишния коментатор на мачовете на Лейкърс – Чик Хърн, представяща го седнал на коментаторската маса, а до него има още един стол, на който феновете могат да сядат и да се снимат за спомен. Петата статуя е на друга легенда на „Езерняците“ – Джери Уест, който прави своя прочут дрибъл с топката (открита на 17 февруари 2011 година). Последната статуя е на Карим Абдул-Джабар, а нейното представяне пред публиката бе на 16 ноември 2012 година.

## История
Първата копка на обекта е направена през 1998 година, а година по-късно е официалното откриване. Строителството е финансирано от „Стейпълс Инкорпорейтид“ и от там идва името на залата. Стойността на съоръжението е 375 милиона долара. Наричат го „Новата главна концертна зала на града“, като то печели наградата за Арена на годината през 2000 и 2001 година, като от откриването и до днес, то присъства в номинациите на списание „Pollstar“.
Първото събитие в новата зала е концертът на Брус Спрингстийн, а оттогава арената става свидетел на 7 финала на НБА, с участието на ЛА Лейкърс и на три финала на Женската НБА. Също така тук се изиграват 2 мача на звездите на НБА (през 2004 и 2011 година), турнири на Световната Тенис Асоциация, боксови и ММА мачове, Световни първенства по фигурно пързаляне, Летните екстремни игри, а Лос Анджелис Кингс тук печелят Купа Стенли. „Crypto.com Арена“ е домакин на много от концертите на звезди от ранга на Марая Кери, Бионсе, Тейлър Суифт, а също и последните репетиции на Майкъл Джексън преди смъртта му.
На 22 януари 2006 година, Кобе Брайънт отбелязва рекордните в кариерата си 81 точки в един мач, което го поставя на второ място след Уилт Чембърлейн], отбелязал невероятните 100 точки.
През 2010 година са направени някой промени в залата, включително ремонт на съблекалните на Лейкърс, Клипърс и Кингс, а също така е поставен нов куб с екрани над самото игрище, което е с изключително висока разделителна способност. През пролетта на 2012 година, трите домакински отбора от „Crypto.com Арена“ за пръв път достигат заедно до плейофите в НБА и НХЛ. Преди това, Кралете стават първия отбор, който печели титлата на Национална Хокейна Лига в своята собствена зала, оставяйки залата в историята на спорта.
През 2009 и 2013 година, кеч организацията WWE провежда в „Crypto.com Арена“ своя турнир Летен сблъсък, като през август 2013 година списанието WWE съобщава, че арената ще се превърне в постоянното място, в което турнирът ще се провежда.

### Смяна на името
На 25 декември 2021 г. залата получава ново име – „Crypto.com Арена“. Компанията за криптовалута, Crypto.com придобива правата за смяна на името на залата след като на предишният собственик „Стейпълс Инкорпорейтид“ му изтича договора. Новата сделка със сингапурската компания е за срок от 20 години като инвестицията е за 700 млн. долара.